# Guido Peleman
Guido Frans Maria Jozef Peleman (Puurs, 2 maart 1944) is een Belgisch ondernemer en bestuurder.

## Levensloop
Peleman doorliep zijn middelbare school aan het Sint-Jan Berchmanscollege te Brussel. Vervolgens studeerde hij voor burgerlijk ingenieur aan de Katholieke Universiteit Leuven, alwaar hij afstudeerde in 1969.
Na zijn studies werkte hij in Marokko voor de FAO. Hij was verantwoordelijk voor irrigatiesystemen. Toen zijn ouders in 1972 overleden, werd hij bestuurder bij Peleman-Saerens, het bedrijf dat zijn ouders in 1939 gesticht hadden en dat gespecialiseerd was in het maken van ringmappen. Bij de grote overstroming begin 1976 in Ruisbroek werd het bedrijf volledig verwoest. Hij kocht toen zijn zus uit en nam de leiding van het bedrijf volledig in handen.
Peleman ontwikkelde een bindsysteem met lijm en een plastic kaft om bundels papier bij elkaar te houden. Tevens ontwikkelde hij een machine die het mogelijk maakte voor particulieren om zelf hun documenten in te binden. Hij probeerde de rechten op dit systeem voor Amerikaanse markt te verkopen aan de firma General Binding Corporation (GBC). Toen die niet geïnteresseerd waren startte hij in 1979 met het merk Unibind. Stelselmatig verbeterde hij het systeem voor het maken van presentatiemappen, waarbij hij steeds zowel de toestellen als het materiaal om deze mappen te maken, zelf produceerde. Dit zowel voor bedrijven als voor particulieren. Zijn bedrijf werd marktleider. In 2004 werd de naam van zijn bedrijf Peleman-Saerens gewijzigd in Peleman Industries.
Tevens was Peleman zeven jaar voorzitter van de Federatie van Kamers voor Handel en Nijverheid van België (FKHNB). Hij werd in deze hoedanigheid in juli 2003 opgevolgd door Yvan Huyghebaert. In 2006 werd hij genoemd als opvolger van Ludo Verhoeven als voorzitter van Voka, waar hij op dat moment ondervoorzitter was. Het werd echter Urbain Vandeurzen die Verhoeven opvolgde als voorzitter van deze werkgeversorganisatie. Hij was ook medeoprichter en eerste voorzitter van de Vlaamse Organisatie voor Bemiddeling en Arbitrage (VOBA).
Peleman was na de gemeenteraadsverkiezingen van 1982 gemeenteraadslid voor de Partij voor Vrijheid en Vooruitgang (PVV) in Puurs.
Hij is de vader van Esmeralda Peleman, eveneens actief in het familiebedrijf.
Sinds 1995 is hij voorzitter van het Emile Verhaeren Genootschap.